# Teenage Mutant Ninja Turtles

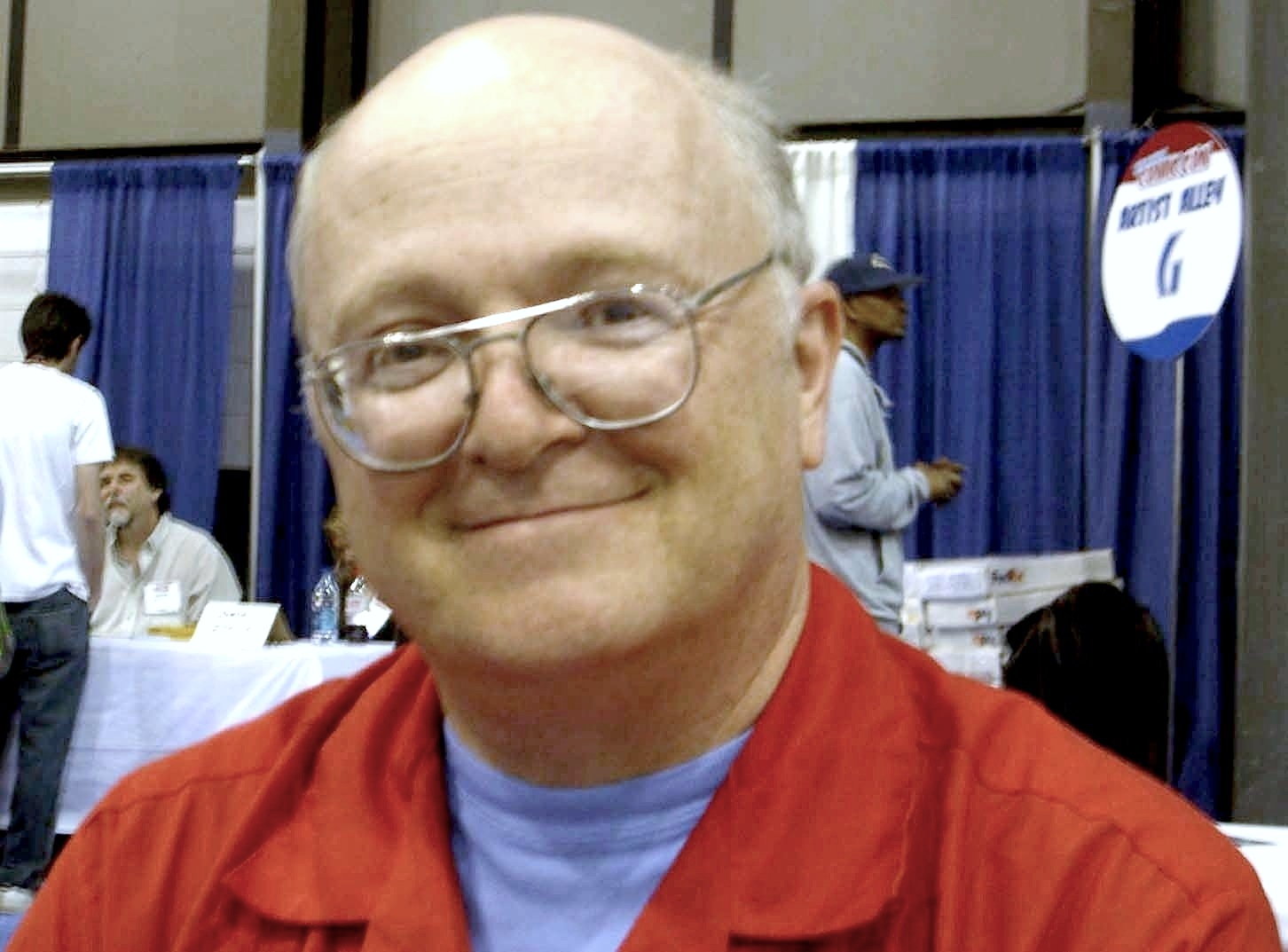
Peter Laird.

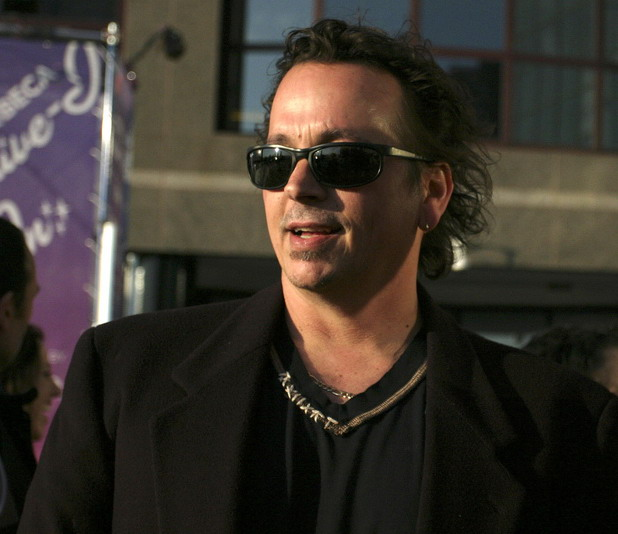
Kevin Eastman.

Teenage Mutant Ninja Turtles (svenska: tonårsmutantninjasköldpaddor), förkortat TMNT eller bara Ninja Turtles, ofta kallat enbart Turtles i Sverige och Ninjasköldpaddorna i Finland, är en amerikansk tecknad serie om fyra figurer som, precis som namnet anger, är tonåringar (Teenage), mutanter (Mutant), ninjor (Ninja) och sköldpaddor (Turtles). Deras förnamn kommer av fyra europeiska renässanskonstnärer: Donatello av Donatello, Leonardo av Leonardo da Vinci, Michelangelo av Michelangelo Buonarroti och Raphael av Raffaello Sanzio, vilka de har fått av sin lärare Splinter, en muterad råttliknande människa.
Figurerna skapades i november 1983 Kevin Eastman och Peter Laird och debuterade i en svartvit serietidning utgiven av Mirage Studios i maj 1984. Serien hade en mörkare prägel och riktade sig till en äldre publik.
Sköldpaddorna muteras i början av serien av ett ämne som kallas mutagen (på engelska ibland även ooze, på svenska ibland sörja), och samtidigt muteras också deras lärare Splinter. Splinters bakgrund före mutationen varierar mellan olika versioner. I originalserien är det ninjutsumästaren Hamato Yoshis råtta som muteras medan Hamato Yoshi själv blir mördad. I andra varianter är det Hamato Yoshi som i stället muteras till en människoråtta. Splinter lärde senare ut ninjutsu till sköldpaddorna och det var också han som gav dem deras namn.
Sköldpaddorna lever oftast i New Yorks avloppssystem, avskiljda från det etablerade mänskliga samhället där människan i allmänhet fruktar det som är annorlunda henne själv. Sköldpaddornas bästa vän är i alla versioner April O'Neil, i andra versioner även Casey Jones och Irma.
Historierna var skrivna med vad som kallas moralisk absolutism. Sköldpaddorna kämpade för det goda i världen, medan sköldpaddornas ärkefiende Shredder var ond. Hans syfte var att förgöra de fyra sköldpaddorna. Flera figurer introducerades sedan, och vissa av dessa var varken goda eller onda men huvudfigurerna förblev goda eller onda.
På många håll i Europa, främst Storbritannien och därmed också i Sverige eftersom flera reklamfinansierade svenska TV-kanaler sändes från Storbritannien under sent 1980-tal och tidigt 1990-tal, hette serien genom lokal censur till en början Teenage Mutant Hero Turtles (tonåriga muterade hjältesköldpaddor). Ordet ninja förknippades av många med lönnmördare, och slutligen beslutade sig BBC för att döpa om serien till "Teenage Mutant Hero Turtles". En vanlig missuppfattning bland européer är att Hero Turtles även ursprungligen är de mer "barnvänliga" versionerna och Ninja Turtles de våldsammare, vilket är fel då Hero Turtles snarare handlar om brittisk censur, medan Ninja Turtles är alla versionernas originaltitel.

## Serietidningar
Då den svartvita serietidningen, Eastman and Laird's Teenage Mutant Ninja Turtles ursprungligen publicerades i maj 1984 blev det succé direkt. Den var först tänkt som en parodi på serietidningar som varit populära under det tidiga 1980-talet: Marvels Daredevil och New Mutants, Dave Sims Cerebus och Frank Millers Ronin.
Med åren har fyra separata volymer och flera sidohistorier publicerats. Action och äventyr blandas, och historierna är ofta baserade kring ensamhet, hämnd och bitterhet, men även humor. Serien blev snabbt populär. Volym 3 publicerades av Image Comics mellan juni 1996 och oktober 1996.
Archie Comics utgav mellan augusti 1988 och mars 1996 en serietidningsversion, Teenage Mutant Ninja Turtles Adventures De första numren var adaptioner av avsnitt från 1987 års animerade TV-serie, men från och med oktober 1989 började man i stället utveckla egna historier, och ämnen som miljöförstöring och religionskonflikter avhandlades.
En dagspresserie, skriven och ritad av Dan Berger, publicerades mellan 10 december 1990 och fram till den december 1996. Då den var som populärast publicerades den i över 250 nyhetstidningar.
Dreamwave Productions publicerade mellan juni och december 2003 en serietidning, ursprungligen baserad på 2003 års animerade TV-serie. Efter sex nummer upphörde utgivningen på grund av låga försäljningssiffror. Berättelserna skrevs av Peter David och illustrerades av LeSean, och i de fyra första numren, som var de enda som var baserade på TV-serien, visades händelserna i perspektiven från April O'Neil, Baxter Stockman och Casey Jones istället för i sköldpaddornas perspektiv.
2009 uppmärksammades Tutlesfenomenets 25-årsjubileum med diverse firanden.
Den 21 oktober 2009 meddelades att kabelkanalen Nickelodeon (ett dotterbolag till Viacom) köpt alla Mirages rättigheter till Teenage Mutant Ninja Turtles. Mirage behöll dock rätten att publicera 18 serietidningar per år, och Mirage Studios framtid förblev oklar.

## TV-serier

### 1987 års animerade TV-serie
Den första TV-serien producerades av Murakami-Wolf-Swenson, och sändes ursprungligen i TV mellan 28 december 1987 och 2 november 1996. Serien visades ursprungligen i syndikering men år 1990, mitt i fjärde säsongen, övertogs originalsändningarna av CBS. Totalt producerades 193 avsnitt.
Det grövsta våldet var nedtonat, och serien var mer inriktad på humor och riktad till en yngre publik. Sköldpaddorna försågs med ett sympatiskt utseende, och sköldpaddorna hade för första gången karaktäristiska bandanafärger, efter att de i Mirageserien alla fyra alltid använt röd bandana. Olika färger har senare använts i alla kommande tolkningar.
I denna version var sköldpaddorna pizzaälskande, samtidigt som de slogs för det goda och hade inrett sitt gömställe i avloppen till hemliknande miljö. Fred Wolf Films och inte Mirage Studios ägde rättigheterna till många av de figurer som skapats för TV-serien. Peter Laird uppgavs ha blandade känslor om serien, eftersom den skiljde sig så mycket från den första serietidningsversionen.
Serien innehöll redan etablerade figurer April O'Neil, Casey Jones, Shredder, Baxter Stockman, Råttkungen och Leatherhead, samt nyskapade som Irma, Krang, Bebop och Rocksteady.
April O'Neil var i denna version nyhetsreporter istället för, som i originalserietidningarna, Baxter Stockmans laboratorieassistent. Därmed introducerades även en ny vän till sköldpaddorna, Irma som arbetade som sekreterare på Kanal 6. Därmed placerades April mer i de större händelserna centrum.
Den 20 april 2004 påbörjades inledes DVD-utgivning av serien i DVD-region 1.

### Ninja Turtles: The Next Mutation
Mellan september 1997 och mars 1998 sändes en TV-serie med skådespelare vid namn "Ninja Turtles: The Next Mutation". En flicksköldpadda vid namn "Venus de Milo", och sköldpaddorna från denna version medverkade även i serien Power Rangers in Space. Serien erhöll aldrig någon större popularitet, och bara en säsong producerades.
I november år 2000 meddelade Kevin Eastman och Peter Laird att Venus de Milo aldrig mer skulle förekomma i någon framtida produktion.

### Anime
I Japan producerades 1996 två animeavsnitt baserade på 1987 års TV-serie. Den kallades Mutant Turtles: Choujin Densetsu-hen ("Superman Legend"). I den serien lade Krang, Shredder, Bebop och Rocksteady beslag på stenen "Dark Muta-Stone". Figurerna var samma som i den amerikanska versionen, men deras personligheter hade ändrats något. Animeversionen var främst riktad till yngre tittare.

### 2003 års TV-serie
Den andra animerade TV-serien sändes ursprungligen i Fox Networks 4Kids TV mellan 8 februari 2003 och 28 februari 2009. Serien producerades av Mirage Studios, 4Kids Entertainment och Dong Woo Animation och Mirage Studios ägde en tredjedel av rättigheterna till serien.
Serien är baserad på Mirageserierna, och har beskrivits som tuffare och mörkare än TV-serien från 1987, samtidigt som den är barn- och familjeanpassad. Sköldpaddorna lever mer som en familj snarare än en grupp hjältar.

### 2012 års TV-serie
Den 21 oktober 2009 meddelades att Nickelodeonförvärvat de internationella rättigheterna till Turtles och snart producerades en ny TV-serie, vilken var datoranimerad. Serien visades ursprungligen i Nickelodeon mellan 28 september 2012 och 12 november 2017.
I denna serie är sköldpaddornas ansikten plattare och deras personlighet syns mer i deras utseenden än tidigare. Figurer som April O'Neil, Karai och Casey Jones är yngre än traditionellt, då alla fyra är tonåringar i ungefär samma ålder som sköldpaddorna. Detta är också den enda serien hittills där Splinter är mycket större och längre än sköldpaddorna, då han tenderar att vara väldigt liten, kort och stark.

### Rise of the Teenage Mutant Ninja Turtles
I mars 2017 meddelades att en ny serie, Rise of the Teenage Mutant Ninja Turtles, skulle börja sändas 2018.

## Långfilmer
TMNT-populariteten kulminerade med tre spelfilmer i början av 1990-talet, vilka samtliga släpptes till VHS och DVD i USA.
Den första långfilmen, hade premiär i mars 1990 och blandade inslag från Mirageserien och TV-serien. Här introduceras Shredder, eller Oroko Saki som han egentligen heter, som filmens ärkefiende.
Den andra långfilmen hade premiär i mars 1991. Shredder är tillbaka och tillsammans med Tatsu fortsätter han att bygga upp Fotklanen för att få sin hämnd på sköldpaddorna. Bebop och Rocksteady var tänkta som roller, men Kevin Eastman och Peter Laird lät istället skapa två nya mutanter: Tokka och Rahzar. Splinter berättar i denna film för sköldpaddorna om deras förflutna. Vanilla Ice medverkar i filmen och rappar.
Den tredje långfilmen hade premiär i mars 1993 och i denna film återvänder Casey Jones. Efter att April O'Neil hittat en mystisk spira förflyttas sköldpaddorna bakåt i tiden, till det gamla feodala Japan. Den var baserad på historien Sacred Sands of Time, som debuterade i Eastman och Laird's TMNT Volym 1, nummer 8.
En datoranimerad långfilm hade premiär i mars 2007. I juli 2009 hade TV-långfilmen Turtles Forever premiär, och handlar om när sköldpaddorna från 1987 och 2003 års TV-serier möts.
I augusti 2014 hade en ny spelfilm, som är delvis spelfilm och datoranimerad, biopremiär och i juni 2016 hade uppföljaren Teenage Mutant Ninja Turtles: Out of the Shadows biopremiär.

## Dator- och TV-spel
Sköldpaddorna har medverkat i flera TV-sepel, baserade på de olika serierna, TV-serierna och långfilmerna. Många av de tidiga spelen utvecklades av Konami.

### 1989–1993
Det första spelet till NES kom 1989 och hette Teenage Mutant Ninja Turtles och blandade action och äventyr. 1989 släpptes även arkadspelet Teenage Mutant Ninja Turtles, som blev konsolspel 1990 och snart blev hacka och slå-genren standard vad gällde Turtlesspel. 1991 släpptes spelet Teenage Mutant Ninja Turtles III: The Manhattan Project, som aldrig släpptes i Sverige, och 1991 blev Turtles in Time en framgång i arkadhallarna, och 1992 släpptes även en Super NES-version. Flertalet spel gjordes till NES, Game Boy, Sega Mega Drive, Super NES och andra spelkonsoler.
Då intresset började dala utvecklade Konami i stället Teenage Mutant Ninja Turtles: Tournament Fighters, som släpptes till NES, Super NES och Sega Mega Drive. Spelet var ett man mot man-slagsmålsspel som påminde om Street Fighter II.

### 2003–2009
Konami tilldelades även rättigheterna att utveckla TV-spel baserade på 2003 års TV-serie, vilket resulterade i fyra spel: Teenage Mutant Ninja Turtles, Teenage Mutant Ninja Turtles 2: Battle Nexus, Teenage Mutant Ninja Turtles: Mutant Melee och Teenage Mutant Ninja Turtles 3: Mutant Nightmare, med versioner till PC, Playstation 2, Gamecube, och Xbox.
2007 utgavs spelet TMNT, som utvecklades av Ubisoft och baseras på filmen TMNT från samma år. Ubisoft utvecklade även Turtles in Time Re-Shelled och Teenage Mutant Ninja Turtles: Smash-Up som släpptes i augusti–september 2009.

### 2012–2016
Under 2010-talet har främst Activision utvecklat Turtlesspel.

## Censur och Teenage Mutant Hero Turtles
I och med att censorn i Storbritannien beslutade sig för att döpa om serien från "Teenage Mutant Ninja Turtles" till "Teenage Mutant Hero Turtles", innan den kunde visas i Storbritannien, blev serien i Sverige känd under båda titlarna. Det var under den brittiska censurtiteln som 1987 års TV-serie visades i TV 3 och TV 1000, medan den släpptes till köpvideo under originaltiteln.
Sångtexten i signaturmelodin ändrades, och tog bort ordet ninja och då det sjöngs "Splinter taught them to be ninja teens" ("Splinter lärde dem att bli ninjatonåringar") blev det i Storbritannien: "Splinter taught them to be fighting teens" ("Splinter lärde dem att bli stridande tonåringar"). Dessutom klipptes scener bort då Michelangelo använde sina nunchakus. Från avsnittet My Brother, the Bad Guy under säsong 5 (1991) använde Michelangelo istället en änterhake.
Denna censur upphävdes 1999.

## Musikaler
Då TMNT var som mest populära genomfördes 1990 och 1992 musikalerna Comin' Out of Their Shells Tour och Getting Down in Your Town Tour. Sångerna spelades även in på album. Handlingen i den första musikalen var uppbyggd till en välkänd handling: April O'Neil blir kidnappad av Shredder, och sköldpaddorna måste rädda henne. 1994 släpptes även musikvideoalbumen Turtle Tunes och We Wish You a Turtle Christmas.

## MGM Studios
Den 30 juni 1990 anlände sköldpaddorna, i form av utklädda människor, i "New York Street"-sektionen av Disney-MGM Studios temapark i Orlando, Florida. De hoppade ut från partyvagnen, dansade på scenen medan April O'Neil framförde signaturmelodin till 1987 års TV-serie. Därefter signerade de autografer.
Sköldpaddorna medverkade även i Walt Disneys "Very Merry Christmas Parade" för att sjunga "Santa Claus is Coming to Town". De medverkade även i påskparaden för att dansa till singeln "Pizza Power!" Liveframträdandena upphörde 1996.

## Parodier
Fastän Turtles ursprungligen var en parodi ledde framgångarna till flera olika parodier på Turtles, som Adolescent Radioactive Black Belt Hamsters, Pre-Teen Dirty-Gene Kung-Fu Kangaroos, Cold-Blooded Chameleon Commandos, och flera andra. Dark Horse-serien Boris the Bear släpptes som ett svar på Turtlesparodierna; det första numret hette "Boris the Bear Slaughters the Teenage Radioactive Black Belt Mutant Ninja Critters".
Då sköldpaddorna slog igenom på allvar kom även parodier i andra medier, som satirtidningarna Cracked och MAD Magazine. Den brittiska satiriska dockserien Spitting Image innehöll en återkommande veckosketch vid namn "Teenage Mutant Ninja Turds" ("avföring"), eftersom sköldpaddorna vanligtvis håller till i avloppen. I TV-serien Dinosaurier, sågs en poster vid namn "Teenage Mutant Ninja Cavemen". I Tiny Toon Adventures i avsnittet "Slugfest" ser Plucky och Hamton en tecknad TV-serie vid namn Immature Radioactive Samurai Slugs. Nickelodeonserien Fairly Odd Parents, med TV-filmen Channel Chasers, parodierar många TV-serier, bland annat TMNT under titeln The Genetically Altered Adolescent Karate Cows.

## Försäljning
- Ett rollspel med papper och penna, Teenage Mutant Ninja Turtles & Other Strangeness, publicerades av Palladium Books 1985. Dessutom utgavs även ett rollspel, After the Bomb, som utspelar sig på en apokalyptisk jord.
- Sedan juni 1988 har Playmates Toys producerat actionfigurer i flera olika omgångar.
- I februari 2004 började Upper Deck Entertainment utge ett samlarkortspel baserat på 2003 års TV-serie.